# 55-ös villamos (Budapest)
A budapesti 55-ös jelzésű villamos az Árpád híd és Rákospalota, Kossuth utca között közlekedett. A járatot a Budapesti Közlekedési Vállalat üzemeltette. 1982. május 2-án szűnt meg a Váci úti villamosvonal Árpád híd–Újpest kocsiszín (napjainkban Újpest-Városkapu környéke) közötti szakasza, ezzel együtt a 3-as és az 55-ös villamosvonal. Pótlásukra az 1981-ben indult 3V jelzésű pótlóbuszt Újpest, Árpád út végállomásig hosszabbították. 1990. december 13-án az M3-as metró Árpád híd – Újpest-Központ szakaszának átadása után megszűnt.

## Története
1910-ben indult el az 55-ös villamos Nyugati pályaudvaról és a rákospalotai Kossuth utcához. 1919. november 22-én útvonala Újpest, városházáig rövidült, de 1920. február 22-től ismét Rákospalotáig járt. 1922 decemberétől Újpest és Rákospalota között a forgalmasabb órákban sűrítő járat közlekedett, ettől kezdve 1925-ig a Nyugati pályaudvartól induló 55-ös 55A jelzéssel közlekedett, és az Újpest, forgalmi teleptől induló villamos kapta az 55-ös számot.
1938. november 4-től útvonalát módosították, a Váci út – Árpád út – Horthy Miklós út (napjainkban Fő út) útvonal helyett a Váci út – Árpád út útvonalon járt. 1944 novemberéig közlekedett, majd 1945. február 7-én újraindult Újpest, víztorony és Forgách utca között. Február 10-től március 16-ig áramhiány miatt szünetelt, de március 17-én újraindult immár a Katona József utcáig. Április 17-től a Nyugati pályaudvarig ment, majd két héttel később elérte Rákospalotát is.
1949. október 30-án elindult az 55A jelzésű betétjárat is, Újpest, víztorony és Újpest, forgalmi telep között. 1950. október 11-én megszűnt.
Az 1956-os forradalom után csak 1957-ben indult újra. 1957. szeptember 18-tól Rákospalota felé az Élmunkás téren át a Lehel út felé halad, majd a templom mögött éri el a Váci utat.
1971. október 4-én a Budapest–Szob vasútvonal villamosítása miatt megkezdődött az Árpád úti villamosfelüljáró elbontása, ezért az 55-öst kettébontották: az 55-ös Nyugati pályaudvar és Újpest, víztorony, az 55A pedig a Deák utcától ment Rákospalotára. 1974. november 7-től ismét a teljes vonalán járt az 55-ös. 1977. október 11-től december 20-ig, valamint 1978. február 27-től március 17-ig az Árpád úti vágányépítés miatt pótlóbusz járt helyette.
1981. április 1-jén a 3-as metró a Deák tér – Élmunkás tér építési munkálatai miatt megszűnt a Kádár utcai villamos végállomás, ezért az 55-ös villamos az Árpád hídig rövidült. 1982. május 2-án közlekedett utoljára a Váci úti 55-ös villamos.

### Az éjszakai járat
1951. május 15-én indult el az éjszakai járat a nappali 55-össel azonos útvonalon. 1977. október 11-től december 20-ig, valamint 1978. február 27-től március 17-ig az Árpád úti vágányépítés miatt pótlóbusz járt helyette. 1981. április 1-jén az Árpád hídig rövidült. 1982. május 2-án közlekedett utoljára.

## Útvonala
| Rákospalota, Kossuth utca felé | Árpád híd felé |
| --- | --- |
| Árpád híd vá. – Váci út – Árpád út – felüljáró – Hubay Jenő tér – Ságvári Endre utca – Czabán Samu tér – Dózsa György út – Juhos utca – Kis-mező utca – Rákospalota, Kossuth utca vá. | Rákospalota, Kossuth utca vá. – Dózsa György út – Czabán Samu tér – Ságvári Endre utca – Hubay Jenő tér – felüljáró – Árpád út – Váci út – Árpád híd vá. |

## Megállóhelyei
| 0  | Árpád híd végállomás                           | 17 | 3V, 26, 32, 32, 33V, 43, 43, 55, 55, 84 3       |
| 1  | Frangepán utca (↓) Dagály utca (↑)             | 16 | 32, 32, 43, 43, 84 3                            |
| 2  | Forgách utca                                   | 15 | 43, 84 3                                        |
| 3  | Thälmann utca (↓) Csavaripari Vállalat (↑)     | 14 | 43, 84 3                                        |
| 4  | Gyöngyösi utca                                 | 13 | 4, 4A, 4, 43, 43, 84 3                          |
| 5  | Szekszárdi utca                                | 12 | 43, 84 3                                        |
| 6  | Kender-Juta                                    | 11 | 43, 84 3                                        |
| 7  | Újpest forgalmi telep                          | 10 | 3                                               |
| 8  | Árpád út (↓) Váci út (↑)                       | 9  | 43, 43, 84, 96 3, 10                            |
| 9  | Temesvári utca (↓) Berzeviczy Gergely utca (↑) | 8  | 43, 84 10                                       |
| 10 | Bajcsy-Zsilinszky út                           | 7  | 20, 20, 30, 30, 43, 84, 96, 120, 147 10, 12, 14 |
| 11 | Erzsébet utca                                  | 6  | 20, 43, 84, 120 10                              |
| 12 | Rózsa utca                                     | 5  | 20, 43, 84, 96, 120 10                          |
| 13 | Árpád Kórház                                   | 4  | 43, 84, 96, 120 10                              |
| 14 | Geduly utca (↓) Víztorony (↑)                  | 3  | 43, 84, 120, 121 10                             |
| 15 | Hubay Jenő tér                                 | 2  | 25, 25, 70, 96, 96 10                           |
| 16 | Czabán Samu tér                                | 1  | 70, 177 10                                      |
| 17 | Juhos utca                                     | ∫  | 24 10, 12                                       |
| 18 | Rákospalota, Kossuth utca végállomás           | 0  | 24, 70 10, 12                                   |

### Útvonaldiagram
- Az Újpest kocsiszín vágányhálózata (1985). villamosok.hu. (Hozzáférés: 2017. január 21.)
- A Váci út–Árpád út kereszteződés vágányhálózata (1985). villamosok.hu. (Hozzáférés: 2017. január 21.)
- Újpest-Központ vágányhálózata (1985). villamosok.hu. (Hozzáférés: 2017. január 21.)
- A Czabán Samu tér vágányhálózata (1985). villamosok.hu. (Hozzáférés: 2017. január 21.)
- A rákospalotai végállomás vágányhálózata (1985). villamosok.hu. (Hozzáférés: 2017. január 21.)
- A Komját Aladár utca–Árpád út kereszteződés vágányhálózata (1985). villamosok.hu. (Hozzáférés: 2017. január 21.)
- Az Árpád hidi ideiglenes végállomás. hampage.hu. (Hozzáférés: 2017. január 21.)
- Tovább a Váci úton: az Árpád hídtól Újpest kocsiszínig. hampage.hu. (Hozzáférés: 2017. január 21.)
- Tovább a Váci úton: a kocsiszíntől az Árpád útig. hampage.hu. (Hozzáférés: 2017. január 21.)
- Villamosok Újpesten és Rákospalotán I.. hampage.hu. (Hozzáférés: 2017. január 21.)
- Villamosok Újpesten és Rákospalotán II.. hampage.hu. (Hozzáférés: 2017. január 21.)
- Villamosok Újpesten és Rákospalotán III.. hampage.hu. (Hozzáférés: 2017. január 21.)